# Czapłygina (obwód kurski)
Czapłygina (ros. Чаплыгина) – wieś (ros. деревня, trb. dieriewnia) w zachodniej Rosji, centrum administracyjne sielsowietu paszkowskiego w rejonie kurskim (obwód kurski).

## Geografia
Miejscowość położona jest nad Obmieciem (prawy dopływ Tuskara w dorzeczu Sejmu), 7 km na północ od centrum administracyjnego rejonu (Kursk), 6,5 km od drogi magistralnej (federalnego znaczenia) M2 «Krym».
We wsi znajduje się 131 posesji.
Klimat
Miejscowość, jak i cały rejon, znajduje się w strefie klimatu kontynentalnego z łagodnym ciepłym latem i równomiernie rozłożonymi opadami rocznymi (Dfb w klasyfikacji klimatów Köppena).
|                            | Sty  | Lut  | Mar  | Kwi  | Maj  | Cze  | Lip  | Sie  | Wrz  | Paź  | Lis  | Gru  |
| -------------------------- | ---- | ---- | ---- | ---- | ---- | ---- | ---- | ---- | ---- | ---- | ---- | ---- |
| Najwyższe temperatury (°C) | -4,4 | -3,5 | 2,3  | 12,7 | 19,1 | 22,4 | 25,1 | 24,4 | 17,9 | 10,3 | 3,1  | -1,4 |
| Najniższe temperatury (°C) | -9   | -9,1 | -5,3 | 2,3  | 8,8  | 12,7 | 15,6 | 14,6 | 9,5  | 3,7  | -1,5 | -5,6 |
| Opady (mm)                 | 52   | 45   | 46   | 51   | 61   | 72   | 73   | 56   | 62   | 60   | 47   | 49   |
| Ilość dni z opadami        | 8    | 8    | 8    | 7    | 8    | 9    | 9    | 6    | 7    | 8    | 7    | 9    |

## Demografia
W 2010 r. wieś zamieszkiwało 266 osób.